# كنشت روبرخت
كنيشت روبريخت (تُلفظ بالألمانية: [ˌknɛçtˈʁuː.pʁɛçt]  ( سماع)) هو رفيق للقديس نيكولاس في الفولكلور الألماني. ظهر لأول مرة في المصادر المكتوبة في القرن السابع عشر، كشخصية في موكب عيد الميلاد في نورمبرغ.:155
وهو عادة يلبس عباءة بنية ويحمل عصا ويقدم المساعدة لبابا نويل وكرفيق له.